# 塞斯托坎帕诺
塞斯托坎帕诺（義大利語：Sesto Campano），是意大利伊塞尔尼亚省的一个市镇。总面积36平方公里，人口2437人，人口密度67.7人/平方公里（2009年）。ISTAT代码为094050。